# Palazzi Contarini degli Scrigni e Corfù

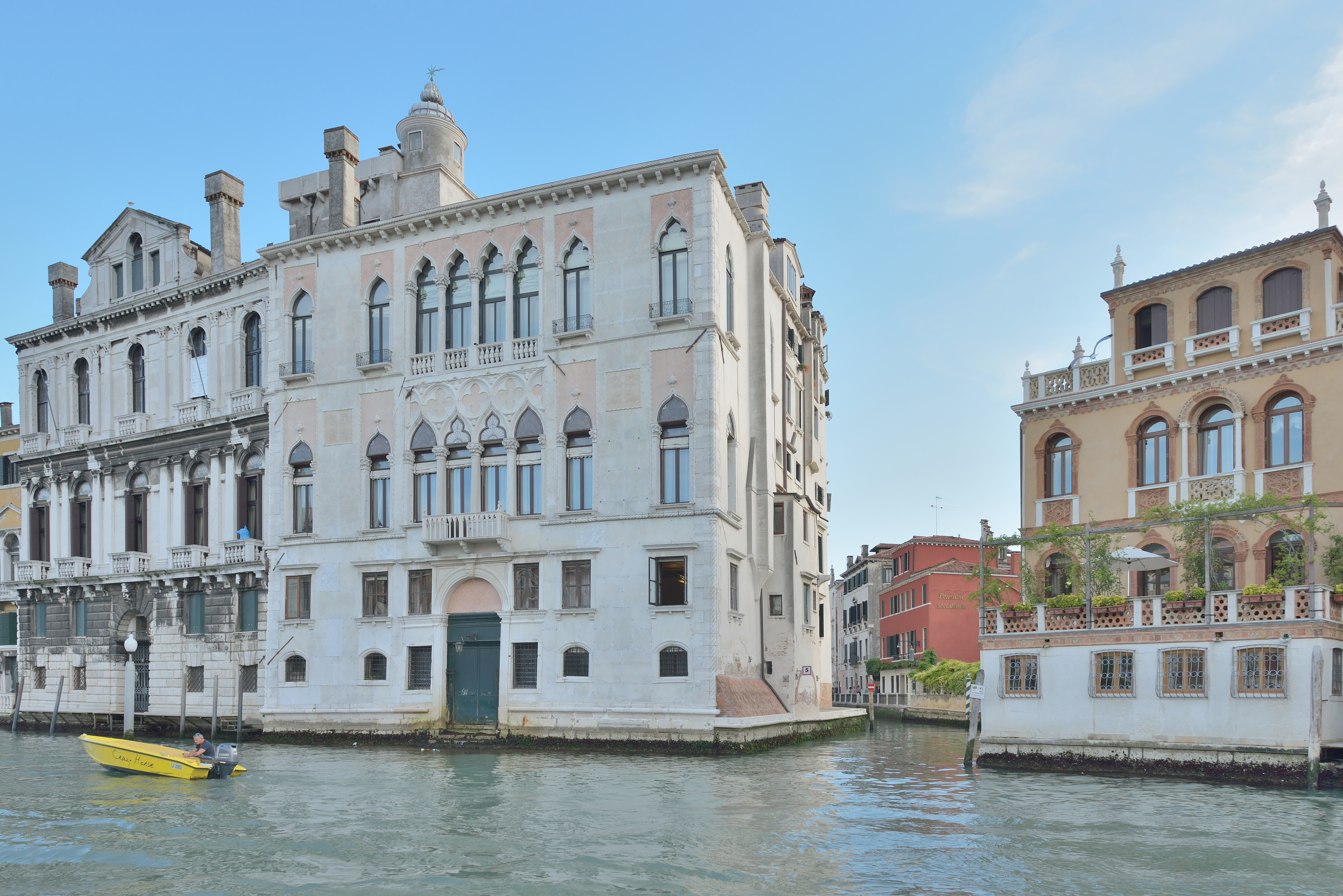
Palazzo Contarini degli Scrigni (links) und Palazzo Contarini Corfù (rechts)

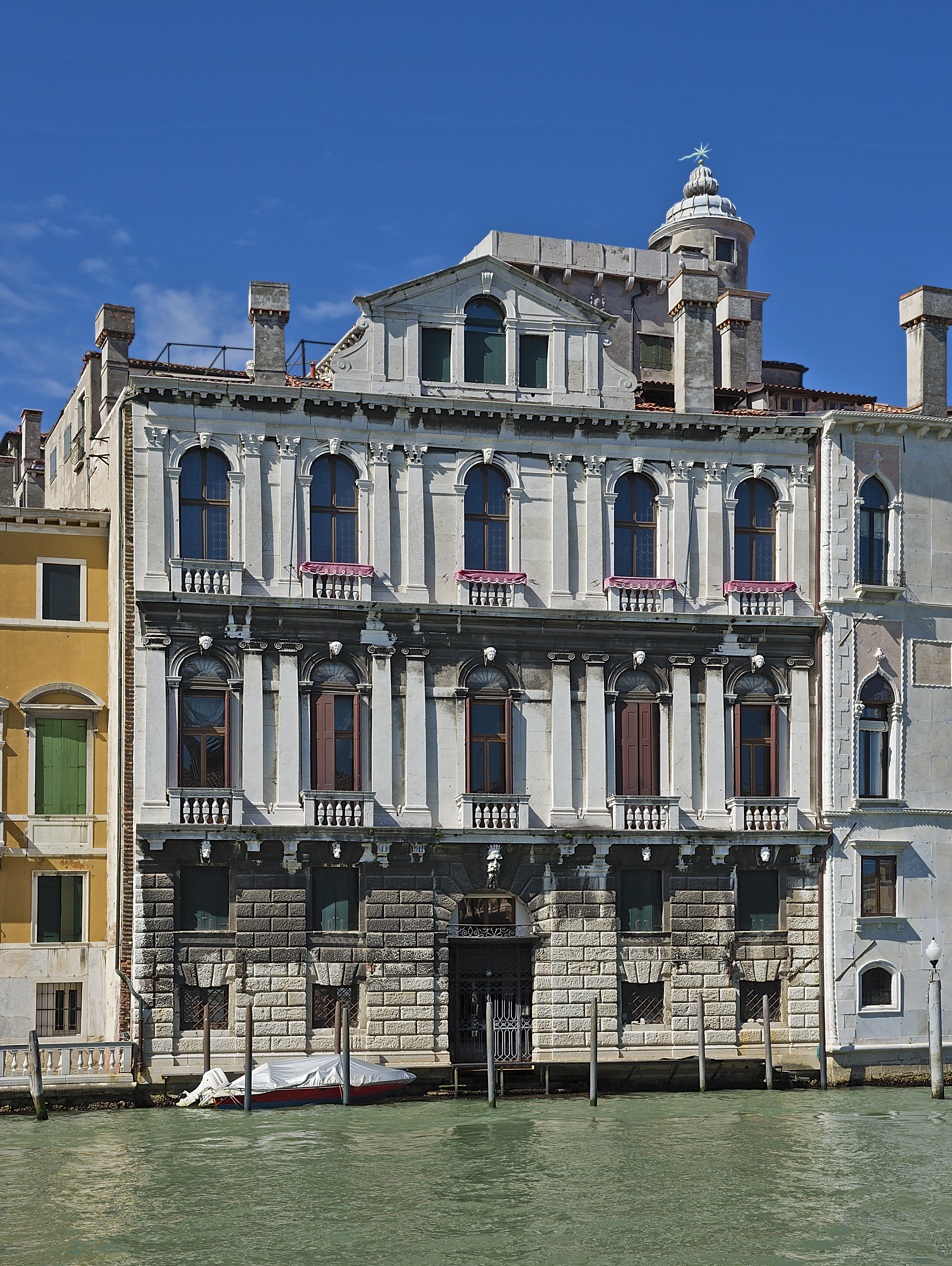
Palazzo Contarini degli Scrigni

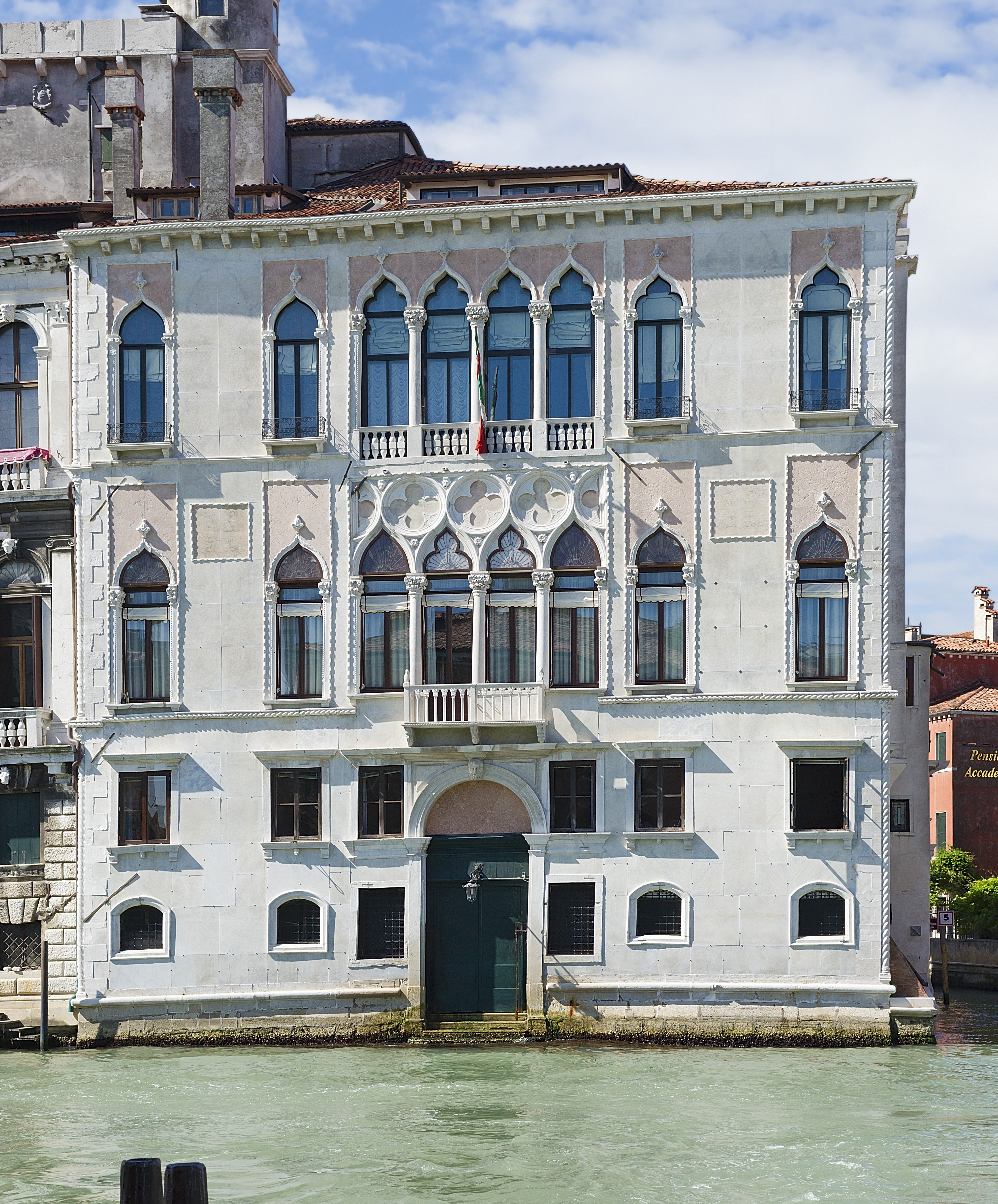
Palazzo Contarini Corfù

Die Palazzi Contarini degli Scrigni e Corfù sind zwei Paläste in Venedig in der italienischen Region Venetien. Sie bilden eine Einheit im Sestiere Dorsoduro mit Blick auf den Canal Grande zwischen dem Palazzo Mocenigo Gambara und dem Rio di San Trovaso.

## Geschichte
Die beiden Paläste der Familie Contarini unterscheiden sich stark voneinander, weil sie praktisch mit einem Abstand von zwei Jahrhunderten errichtet wurden. Der Palazzo Contarini Corfù auf der rechten Seite ist ein Gebäude des 15. Jahrhunderts, das im 18. und im 19. Jahrhundert jeweils teilweise umgebaut wurde. Der Palazzo Contarini degli Scrigni auf der linken Seite entstand dagegen in den Jahren 1609 bis 1616, ein Werk, das Vincenzo Scamozzi zugeschrieben wird.
1777 ließ Tommaso Scalfarotto einen Bogen bauen, um die Fassade zum Canal Grande hin zu verstärken. 1838 verließen die Contarinis den Palast, der zuerst an die Contessa Matilde Berthold fiel, die ihn innen umbauen ließ. Dann fiel er an Peabody Russel, einen reichen, US-amerikanischen Kunsthändler. Glücklicherweise wurde dessen Plan, beide Gebäude abzureißen und durch ein großartigeres zu ersetzen, nie ausgeführt.
Anschließend kaufte Riccardo Rocca, ein pensionierter Anwalt des Königreiches Italien, der 1900 den Titel eines Grafen erhielt, die Paläste. In dieser Zeit waren in den Palästen wichtige Persönlichkeiten, wie die kaiserlichen Prinzen Karl I. von Österreich-Ungarn und Otto von Habsburg, Gabriele D’Annunzio, der Musiker Pietro Mascani, Guglielmo Marconi, Aimone und Amadeo Duchi di Savoia Aosta und die hervorragende französische Schauspielerin Réjane, der eine Steintafel gewidmet ist, zu Gast.
1985 waren Charles, Prince of Wales, und seine Gattin Diana Gäste im Palast und wurden bei dieser Gelegenheit auf das Aussichtstürmchen begleitet.

## Beschreibung

### Palazzo Contarini Corfù
Das ältere Gebäude ist in gotischem Stil errichtet, hat drei Stockwerke und ein großes Portal zum Wasser. Die Fassade zeigt sich mit zwei Hauptgeschossen, die nach demselben Muster gestaltet sind; ein elegantes Vierfachfenster mit Spitzbögen und Balustern in der Mitte wird von zwei Paaren einzelner Kielbogenfenster flankiert. Alle Fenster sind in rechteckige Rahmen eingesetzt.
Innen gibt es Fresken aus dem 18. Jahrhundert, deren Spuren auch an der Rückseite des Gebäudes sichtbar sind.

### Palazzo Contarini degli Scrigni
Die drei Stockwerke haben dieselbe Höhe wie der angrenzende Palast, aber ansonsten zeigt der Palast aus dem 17. Jahrhundert mit seinen für die Renaissance typischen Linien ein völlig anderes Bild.
Die Fassade zum Canal Grande ist im Erdgeschoss mit Bossenwerk versehen, das in der Mitte durch ein Portal unterbrochen wird. Die beiden Hauptgeschosse sind in istrischem Kalkstein verkleidet und haben fünf symmetrisch angeordnete Rundbogen-Einzelfenster, alle mit vorspringenden Balustern und voneinander getrennt durch Paare von korinthische Lisenen. In der Mitte hat die Fassade einen Dachaufbau, der wegen seines kleinen venezianischen Fensters bemerkenswert ist.
Trotz der stilistischen Unterschiede wurden die beiden Paläste so gebaut, dass man innen von einem Gebäude in das andere gehen kann, weil die Stockwerke dieselbe Höhe haben.